# Elezioni presidenziali a Timor Est del 2012
Le elezioni presidenziali a Timor Est del 2012 si tennero il 17 marzo (primo turno) e il 16 aprile (secondo turno).

## Risultati
| Candidati          | Partiti                                               | I turno | I turno | II turno | II turno |
| Candidati          | Partiti                                               | Voti    | %       | Voti     | %        |
| ------------------ | ----------------------------------------------------- | ------- | ------- | -------- | -------- |
| Taur Matan Ruak    | Congresso Nazionale per la Ricostruzione di Timor Est | 119 462 | 25,71   | 275 471  | 61,23    |
| Francisco Guterres | Fronte Rivoluzionario di Timor Est Indipendente       | 133 635 | 28,76   | 174 408  | 38,77    |
| José Ramos-Horta   | Indipendente                                          | 81 231  | 17,48   |          |          |
| Fernando de Araújo | Partito Democratico                                   | 80 381  | 17,30   |          |          |
| Rogério Lobato     | Indipendente                                          | 16 219  | 3,49    |          |          |
| José Luís Guterres | Fronte di Ricostruzione Nazionale di Timor Est        | 9 235   | 1,99    |          |          |
| Manuel Tilman      | Federazione degli Eroi Timoresi                       | 7 226   | 1,56    |          |          |
| Abílio Araújo      | Partito Nazionalista Timorese                         | 6 294   | 1,35    |          |          |
| Lucas da Costa     | Indipendente                                          | 3 862   | 0,83    |          |          |
| Francisco Gomes    | Indipendente                                          | 3 531   | 0,76    |          |          |
| María do Céu       | Indipendente                                          | 1 843   | 0,40    |          |          |
| Angelita Pires     | Indipendente                                          | 1 742   | 0,37    |          |          |
| Totale             | Totale                                                | 464 661 | 100     | 449 879  | 100      |